# Национальный медицинский исследовательский центр здоровья детей
Федеральное государственное автономное учреждение «Национальный медицинский исследовательский центр здоровья детей» Министерства здравоохранения Российской Федерации (ФГАУ «НМИЦ здоровья детей» Минздрава России) — государственное научно-клиническое учреждение нового типа, головное федеральное учреждение по оказанию высококвалифицированной медицинской помощи детям и координации научных исследований в области педиатрии в Российской Федерации.
Решением Президиума Российской академии наук ФГАУ «Научный центр здоровья детей» Минздрава России признан правопреемником Императорского Московского воспитательного дома и является старейшим педиатрическим учреждением России. В 2013 году Центр отметил 250-летний юбилей.

## История
История Национального научно-практического центра здоровья детей восходит к середине XVIII века. Он начал функционировать как «лечебница для детей» при Императорском Московском воспитательном доме, основанном согласно Манифесту Екатерины II от 1 сентября 1763 г. После Октябрьской революции Воспитательный дом был преобразован в Дом охраны младенца (1918), а затем в Научный институт охраны материнства и младенчества (1923). Этот институт уже в качестве НИИ педиатрии в 1945 году вошел в состав Академии медицинских наук СССР. В 1998 году путём слияния НИИ педиатрии РАМН и НИИ гигиены и охраны здоровья детей РАМН создан Научный центр здоровья детей РАМН — федеральное учреждение нового типа для разработки научных основ совершенствования системы охраны здоровья детского населения и координации научных исследований по педиатрии в Российской Федерации, оказания всех видов медицинской помощи детям, в том числе высокотехнологичной и специализированной. Постановлением Президиума РАМН № 41 от 25.03.2009 г. НИИ Педиатрии НЦЗД РАМН было присвоено имя Георгия Несторовича Сперанского. Приказом Федерального агентства научных организаций от 27.06.2014 № 103 Центр был переименован в Федеральное государственное бюджетное научное учреждение «Научный центр здоровья детей».

## Структура
В состав Национального научно-практического центра здоровья детей входят:
- - Клиники
  - Лаборатории
  - Консультативно-диагностический центр
  - Реабилитационный центр и дневной стационар
  - Отдел детской хирургии
- Научно-исследовательский институт гигиены и охраны здоровья детей и подростков
- Централизованные и вспомогательные подразделения

## Руководство
До апреля 2018 года должность директора ФГАУ «ННПЦЗД» Минздрава РФ занимал академик РАН, председатель Исполкома Союза педиатров России, профессор Александр Александрович Баранов. Заместитель директора ННПЦЗД по научной работе — директор НИИ педиатрии, член-корреспондент РАН, профессор, д.м.н. Намазова-Баранова Лейла Сеймуровна.
С 2018 года должность директора ФГАУ "НМИЦ здоровья детей" Минздрава России занимает заслуженный врач Российской Федерации, доктор медицинских наук, профессор Фисенко Андрей Петрович

## Деятельность
В Национальном научно-практическом центре здоровья детей работают более полутора тысяч специалистов, в том числе 1 академик РАН, 3 члена-корреспондента РАН, 42 профессора, 8 заслуженных деятелей науки РФ, 5 заслуженных врачей РФ, 91 доктор и 184 кандидата наук. Сотрудники Центра неоднократно становились лауреатами премий Правительства РФ в области науки и техники.
Ежегодно около 300 тысяч детей из всех регионов РФ и стран зарубежья получают консультативную и лечебную помощь в отделениях ФГАУ ННПЦЗД Минздрава России.
Сотрудники Центра вносят значимый вклад в развитие педиатрической науки, детского здравоохранения, гигиены и охраны здоровья детей и подростков Российской Федерации. Здесь проводятся фундаментальные и прикладные исследования по приоритетным направлениям развития науки и критическим технологиям, утверждённым Президентом РФ: научно обоснованы и широко применяются инновационные методы лечения тяжелых форм ревматических, аллергических, нефрологических, неврологических болезней и заболеваний ЖКТ у детей, реализуются новые способы вакцинопрофилактики и реабилитации детей с нарушением состояния здоровья, в том числе родившихся с очень низкой и экстремально низкой массой тела. Получили международное признание реконструктивные операции при пороках развития челюстно-лицевой области, ЛОР-органов, толстой кишки, уроандрологические пластические и слухоулучшающие операции.
Национальный научно-практический центр здоровья детей имеет специализированный диссертационный совет с правом приема к защите докторских и кандидатских диссертаций по 3 специальностям (педиатрия, детская хирургия, общественное здоровье и здравоохранение). Ежегодно здесь обучаются более
100 ординаторов, аспирантов и докторантов. Центр является клинической базой ряда кафедр педиатрических факультетов Первого МГМУ им. И. М. Сеченова и РНИМУ им. Н. И. Пирогова.
В партнерстве с Союзом педиатров России Центр получил грант Президента РФ «Дистанционное образование в системе охраны здоровья детей», развивает дистанционное обучение специалистов и телемедицинское консультирование детей, в том числе с участием зарубежных коллег.
ФГАУ «ННПЦЗД» Минздрава России является инициатором проведения научно-практических конференций, Конгрессов и Съездов педиатров России. В июле 2009 года в Москве при непосредственном организационном участии Научного центра здоровья детей состоялся IV Европейский конгресс педиатров.
В Национальном научно-практическом центре здоровья детей разрабатываются многочисленные документы федерального уровня, направленные на совершенствование медицинской помощи, сохранение и восстановление здоровья детей Российской Федерации.